# Rzymskie opowieści
Rzymskie opowieści (wł. Racconti romani) – włosko-francuska komedia z 1955 w reżyserii Gianniego Francioliniego, nagrodzona podwójnym Davidem di Donatello za reżyserię i produkcję w 1956.

## Fabuła
Alvaro, Mario, Otello i Spartaco są przyjaciółmi. Mieszkają w Rzymie w pierwszych latach po II wojnie światowej. Wciąż nieustabilizowana sytuacja finansowa popycha ich do zdobywania zaskórniaków w nie zawsze zgodny z prawem sposób. Wprowadzają w obieg fałszywe banknoty, chcą wyłudzić łapówkę, udając żandarmów, odsprzedają drożej zakupione wcześniej bilety na mecz piłki nożnej. Pomysłodawcą najczęściej jest Alvaro, który dopiero co wrócił z więzienia. Dużo wody upłynie w Tybrze, zanim młodzieńcy wezmą się do uczciwej pracy.

## Obsada
W filmie wystąpili:
- Franco Fabrizi jako Alvaro Latini
- Maurizio Arena jako Mario
- Antonio Cifariello jako Otello
- Giancarlo Costa jako Spartaco
- Giovanna Ralli jako Marcella
- Maria Pia Casilio jako Anita
- Eloisa Cianni jako Ines
- Silvana Pampanini jako Maria
- Margherita Autuori jako Assuntina
- Vittorio De Sica jako adwokat
- Totò jako oszust